# West Plains (Nouvelle-Zélande)
West Plains est une localité de la région du Southland du sud de l’Île du Sud de la Nouvelle-Zélande

## Situation
Elle est localisée au nord-ouest de la cité d’Invercargill et au nord de la ville d’Otatara.
Le fleuve Oreti et son affluent : la rivière Makarewa s'écoulent à travers la plaine .
C’est une partie de la plaine du Soutland (en).

## Démographie
La zone statistique de « West Plains-Makarewa» couvre 87,87 km2  et a une population estimée de 1 730 résidents en  juin 2022 avec une densité de population de 20 personnes par km2.
Le secteur de West Plains-Makarewa avait une population de 1 608 habitants lors du recensement de 2018 en Nouvelle-Zélande, en augmentation de 99 personnes (6,6 %) depuis le recensement de 2013, et une augmentation de 243 personnes (17,8 %) depuis le recensement de 2006 en Nouvelle-Zélande.
Il y a 594 logements avec 852 hommes et 756 femmes, donnant un sexe-ratio de 1,13 homme pour une femme.
L’âge médian est de 45,5 ans (comparé avec les 37,4 ans au niveau national), avec 297 personnes (18,5 %) âgées de moins de 15ans, 207 personnes (12,9 %) âgées de 15 à  29 ans, 873 personnes (54,3 %) âgées de  30 à 64 ans, et 231 personnes (14,4 %) âgées de 65 ans ou plus.
L’ethnicité est pour 94,0 % européens/Pākehā, 11,8 % Māori, 2,1 % personnes du Pacifique, 1,7 % d’origine asiatique et 1,7 % d’une autre ethnicité (le total peut faire plus de 100 % dans la mesure où une personne peut s’identifier de multiples ethnicités).
La proportion de personnes nées outre-mer est de 7,6 %, comparée avec les 27,1 % au niveau national.
Bien que certaines personnes refusent de donner leur religion, 52,1 % n’ont pas de religion, 37,9 % sont  chrétiens, 0,6 % sont bouddhistes et 1,3 % ont une autre religion.
Parmi ceux d’au moins 15 ans d’âge, 174 personnes (13,3 %) ont une licence ou undegré supérieur et 345 personnes (26,3 %) n’ont aucune qualification formelle.
Le revenu médian est de 37,000 $, comparé avec les 31,800 $ au niveau national.
249 personnes (19,0 %) gagnent plus de 70,000 $ comparé avec les 17,2 % au niveau national.
Le statut d’emploi de ceux d’au moins 15 ans d’âge est pour 756 personnes (57,7 %)  employées à plein temps , pour 237 personnes (18,1 %) employées à temps partiel et 30 personnes (2,3 %) sont sans emploi .

## Éducation
L'école de West Plains School fut établie vers 1882.
Elle fut fusionnée avec Grasmere School en janvier 2005.